# 龍ヶ鼻ダム
龍ヶ鼻ダム（りゅうがはなダム）は、福井県坂井市、一級河川・九頭竜川水系竹田川に建設されたダムである。
高さ79.5メートルの重力式コンクリートダム。水力発電、竹田川及び合流先である九頭竜川の治水、坂井市・あわら市などへの利水、直下の山口発電所における水力発電を目的とした多目的ダムである。計画時は集落名から山口ダムだったが、管理に移行する際に、龍ヶ鼻池、龍ヶ鼻渕、龍ヶ鼻橋などの古い地域を総称し、龍ヶ鼻ダムに改名された。
同じくダムによって形成された人造湖は龍ヶ鼻湖と命名された。

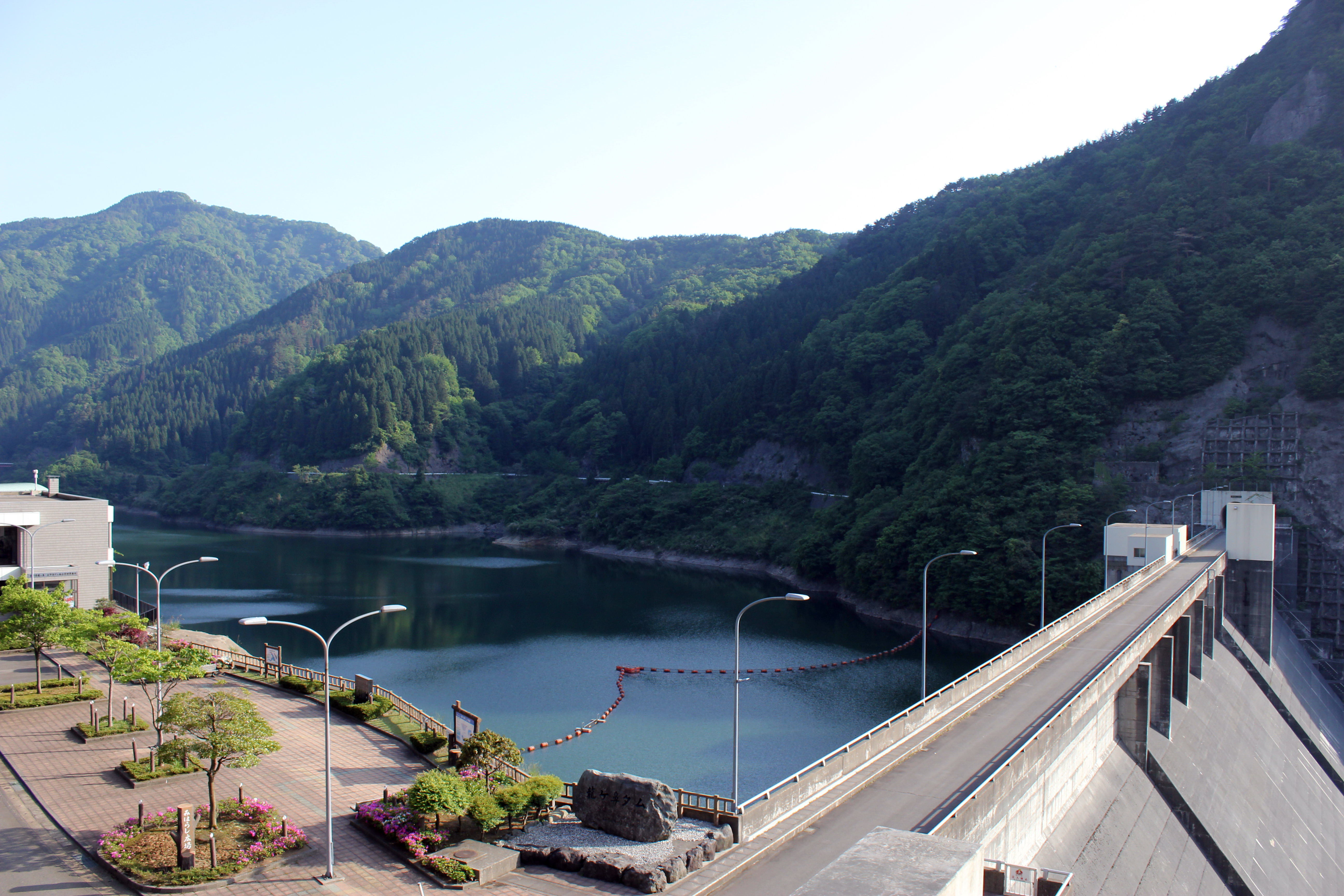
龍ヶ鼻湖